# Промислові підприємства Львівської області
Підприємства Львівської області

## Машинобудування
- ПАТ "Бориславський завод «РЕМА» 82300, Львівська обл., м. Борислав, вул. Сосюри 45
- ТзОВ «ІНТЕРПЕТ» http://ferox.com.ua/, 79056, м. Львів, вул. Гайдучка, 5
- ВАТ «Дрогобицький завод автомобільних кранів» 82100, Львівська область, м. Дрогобич, вул. Гайдамацька, 22
- ТзОВ «Львівський автобусний завод» 79026, м. Львів, вул. Стрийська,45
- ВАТ «Іскра» 79043, м. Львів, вул. Вулецька,14
- ТзОВ «Леоні Веарінг систем УА ГМБХ» 82431, Львівська область, Стрийський район, с. Нежухів, вул. Леоні, 1
- ВАТ «Львівський інструментальний завод» 79064, м. Львів, вул. Замарстинівська,160
- ЗАТ НВО «Термоприлад» 79053, м. Львів, вул. Наукова
- ЗАТ "Львівський завод «Автонавантажувач» 79039,м. Львів, вул. Залізнична,7
- ВАТ "Дослідно-механічний завод «Карпати» 81652, Львівська область, м. Новий Розділ, вул. Ходорівська, 4
- ДП «Аргентум» 79035, м. Львів, вул. Зелена, 115б
- ВАТ «Львівський завод фрезерних верстатів» 79000, м. Львів, вул. Зелена, 149
- ВАТ «Конвеєр» 79069, м. Львів, вул. Шевченка, 317
- ВАТ «Концерн-Електрон» 79018,м. Львів, вул. Стороженка, 30
- Львівський завод «Електропобутприлад»
- ВАТ «Концерн-Електрон» 79035, м. Львів, вул. Зелена, 251
- ВАТ «Львівський експериментальний механічний завод» 79035, м. Львів, вул. Жасмінова, 5
- ВАТ Червоноградський завод «Зміна» 80100, Львівська область, м. Шептицький, вул. Промислова,4
- ВАТ «Дрогобицький машинобудівний завод» 82109, Львівська область, м. Дрогобич, вул. Бориславська 51/1
- ТОВ «Діскавері — бурове обладнання (Україна)» 82400, Львівська обл. м. Стрий, Яворницького, 41
- ВАТ «Ходорівполіграфмаш» 81750, Львівська область, Львівський район, м. Ходорів, вул. Стрийська, 15
- Львівський авіаремонтний завод 79040, Львів, вул. Авіаційна 3
- ПП «Інтер Раунд-Сервіс» «ІРС» (Irswood) https://irswood.com/ru/ - вулиця Городоцька 214, Львів, Львівська область, 79000

## Легка промисловість
- ТзОВ «Львівморепродукти» 79024, Львівська область, м. Львів, вул. Опришківська 5
- ВАТ «Калина» 80100, Львівська область, м. Шептицький, вул. Богуна, 1
- ЗАТ «Весна-Захід» 79000, м. Львів вул. Б.Хмельницького, 212
- ТзОВ «Мальви-Маркет» 79000, м. Львів, вул. Литвиненка, 3
- ЗАТ "Шкіряне підприємство «Світанок» 79024, м. Львів, вул. Промислова, 53
- ВАТ «Юність» 79056, м. Львів, вул. Польова,55
- ТОВ «Дюна-Веста» 80100, Львівська область, м. Шептицький, вул. Б.Хмельницького, 67
- ТзОВ «Ролада» 79000, м. Львів, вул. Пасічна, 127
- ТзОВ «Лаура» 79000, м. Львів, вул. Садова, 2а
- ВАТ «Маяк» 79000, м. Львів, вул. Промислова,27
- ТзОВ «Промінь» 79039, м. Львів, вул. Шевченка,31
- СП ТзОВ «Троттола» 79018, м. Львів, вул. Тобілевича, 8

## Оброблення деревини
- ТзОВ «КРОНО — УКРАЇНА» 80400, Львівська область, м. Кам'янка — Бузька вул. Я.Мудрого, 62
- ВАТ ЛВТМФ «Карпати» 79022, м. Львів, вул. Городоцька, 172
- ВАТ «Львівський меблевий комбінат ТзОВ В. О. Й. Ком» 79035,м. Львів, вул. Зелена, 204
- ВАТ "Меблевий комбінат «Дрогобич» 82100, м. Дрогобич вул. М.Туроша,28
- ВАТ "Меблевий комбінат «Стрий» Львівська обл., м. Стрий, вул. Грабовецька, 3
- ПП «Штайнгофф Пропертіз» 79025, м. Львів, вул. Левандівська, 5
- ТзОВ фірма «Язьм» 79000, м. Львів, вул. Брюховицька, 35
- ТзОВ «Добрі меблів» 79040 Україна, м. Львів, вул. Городоцька, 357

## Целюлозно-паперове виробництво
- ВАТ «Жидачівський целюлозно-паперовий комбінат» 81140, Львівська область, м. Жидачів, вул. Фабрична, 4
- ВАТ «Кохавинська паперова фабрика» 81140, Львівська область, Львівський район, смт. Гніздичів, вул. Коновальця, 6
- СП «Дунапак-Україна» 81700, Львівська область, м .Жидачів, вул. Фабрична, 4
- ВАТ "Львівська фабрика паперово-білових виробів «Бібльос» 79013, м. Львів, вул. Японська, 7
- ТзОВ Монді Пекеджінг Бегс Юкрейн 81700, Львівська область, м. Жидачів, вул. Фабрична, 20
- ПрАТ «Картонно-Паперова Компанія» м. Львів вул Ковелська, 109

## Хімічна та нафтохімічна промисловість
- Львівське ВАТ «Галичфарм» 79601, м. Львів, вул. Опришківська, 6/8
- ВАТ «Дашавський завод композиційних матеріалів» 82443, Львівська область, м. Дашава, Стрийського району

## Нафтопереробна промисловість
- ВАТ НПК «Галичина» 82100, Львівська область, м. Дрогобич, вул. Бориславська,82

## Інші
- ВАТ «Миколаївцемент» 81600, Львівська область, м. Миколаїв, б-р Проектний, 1
- СП «Снежка України» 81000, Львівська область, м. Яворів, вул. Привокзальна, 1а, код 259
- ДП «Львівський ювелірний завод» 79060, м . Львів, вул. Фізична, 2
- ТзОВ «Галімпекс» склодзеркальний завод 79007, м. Львів, вул. Балабана, 14